# Bezaubernde Lippen
Bezaubernde Lippen ist ein US-amerikanisches Filmmusical aus dem Jahr 1947 von Richard Thorpe mit Esther Williams, Jimmy Durante und dem dänischen Tenor Lauritz Melchior in den Hauptrollen. Der Film wurde von Metro-Goldwyn-Mayer produziert.

## Handlung
Die Saisoneröffnung der Oper fällt zusammen mit der Kriegsheimkehr von Dick Johnson, Sohn des Opernstars Richard Herald. Dick, wie sein Vater ebenfalls Opernsänger, besucht eine ihm zu Ehren abgehaltene Poolparty. Er begegnet dem Schwimmstar Nora Cambaretti, die mit ihrem Wasserballett in der Show Aqua Capers auftritt. Nora, die während des Krieges zur Unterhaltung der Soldaten aufgetreten ist, kann sich kaum erinnern, wann und wo sie Dick begegnet ist. Dick erinnert sich genau an den Kuss, den sie ihm damals gab. Nora weiß nicht, dass Dick Richards Sohn ist. Sie hält ihn für mittellos und bittet ihren Freund Xavier Cugat, Dick eine Arbeit in seinem Nachtclub zu geben. Nora ist auch unbekannt, dass Dick die wohlhabende Gesellschaftsdame Frances Allenbury heiraten soll. Ferdi Farro, Noras Pianist und selbsternannter Beschützer, ist von Noras Interesse an Dick nicht begeistert, ebenso wenig Gordon Coome, Veranstalter von Aqua Capers. Ferdi und Gordon sind selber in Nora verliebt, was jedoch nicht erwidert wird.
Nach einiger Zeit stimmt Nora einer Hochzeit mit Dick zu, wenn er die Inspektion ihrer Großmutter in Michigan besteht. Auf der Reise dorthin erträgt Dick das kalte Winterwetter. Dick besteht den Test, sowohl Großmutter Cambaretti als auch Noras Nichte Deborah stimmen zu. Als Nora von Ferdi jedoch von einer Zeitungsmeldung erfährt, in der Dicks Verlobung mit Frances verkündet wird, verwirft sie die Hochzeitspläne und reist heim. Dick entdeckt schon bald, dass Frances und sein Vater die Zeitungsmeldung lanciert haben, um seine Beziehung mit Nora zu sabotieren. Er versucht mehrmals, Nora alles zu erklären, doch sie will ihn nicht sehen.
Mehrere Monate vergehen, bis Richard erkennt, dass Dick nur mit Nora glücklich werden kann. Richard fasst sich ein Herz und überzeugt Ferdi, mit ihm nach Michigan zu reisen, wohin sich Nora zurückgezogen hat, um sie und Dick wieder zusammenzubringen. Nora ihrerseits will es nun mit Gordon versuchen. Am Ziel angekommen begegnen Richard und Ferdi Dick, der mit Xaviers Band in Grand Hotel auftritt. Ferdi und Richard erklären Nora, was damals passiert ist und dass Dick unschuldig ist.
Beide sind zufrieden zu sehen, dass Nora und Dick ihre Beziehung fortführen.

## Produktion

### Hintergrund
Gedreht wurde der Film vom 15. Juli bis zum 14. Oktober 1946 in Michigan (u. a. auf der Oberen Halbinsel, Mackinac Island mit seinem Grand Hotel), in Los Angeles sowie in den MGM-Studios in Culver City.

### Stab
Cedric Gibbons und Randall Duell waren die Art Directors, Edwin B. Willis und Henry Grace die Szenenbildner, Irene Lentz und Arlington Valles die Kostümbildner. Douglas Shearer war für den Ton verantwortlich, A. Arnold Gillespie für die Spezialeffekte.

### Besetzung
In kleinen nicht im Abspann erwähnten Nebenrollen traten Christian Drake, Anne Francis in ihrem Filmdebüt, Holmes Herbert, Lina Romay, William Tannen, Kenneth Tobey und Nella Walker auf.

### Musik
Laut einer Meldung im The Hollywood Reporter vom August 1946 erkrankte der musikalische Direktor George E. Stoll und wurde daraufhin von Calvin Jackson vertreten.
Die Musiknummern wurden von Xavier Cugat und seinem Orchester gespielt, die Tänze und das Wasserballett von Stanley Donen choreografiert.
Folgende Stücke wurden aufgeführt:
- Little Bit This and a Little Bit That und Inka Dinka Doo von Jimmy Durante
- Easy to Love von Cole Porter
- I Love to Dance von Burton Lane und Ralph Freed
- Why Don’t They Let Me Sing a Love Song? und Little Big Shot von Harry Akst und Benny Davis
- M’Appari aus der Oper Martha von Friedrich von Flotow, Libretto von Friedrich Wilhelm Riese
- Ten Percent Off und S’No Wonder They Fell in Love von Sammy Fain und Ralph Freed
- I’ll Be With You in Apple Blossom Time von Albert Von Tilzer und Neville Fleeson
- Ora è per sempre addio aus der Oper Otello von Giuseppe Verdi, Libretto von Arrigo Boito
- La donna è mobile aus der Oper Rigoletto von Giuseppe Verdi, Libretto von Francesco Maria Piave
- The Lost Chord von Earl Brent und Jimmy Durante
- When It’s Lilac Time on Mackinac Island von Lesley Kirk
- Chiquita Banana von Leonard McKenzie, Garth Montgomery und William Wirges
- Un poquito de amor von Raul Soler und Ralph Freed
- Agnus Dei von Georges Bizet

## Synchronisation
| Rolle           | Schauspieler     | Deutscher Synchronsprecher |
| --------------- | ---------------- | -------------------------- |
| Nora Cambaretti | Esther Williams  | Dagmar Altrichter          |
| Ferdi Farro     | Jimmy Durante    | Alfred Balthoff            |
| Richard Herald  | Lauritz Melchior | Walter Werner              |
| Dick Johnson    | Johnny Johnston  | Klaus Schwarzkopf          |
| Gordon          | Dick Simmons     | Martin Held                |
| Peter           | Ludwig Stössel   | Walter Bluhm               |
| Norman Randall  | Holmes Herbert   | Eduard Wandrey             |

Anmerkung: Die kursiv geschriebenen Namen sind Rollen und Darsteller, die nicht im Abspann erwähnt wurden.

## Veröffentlichung
Die Premiere des Films fand am 17. Oktober 1947 statt. In der Bundesrepublik Deutschland kam er am 5. März 1954 in die Kinos, in Österreich im April 1954.

## Kritiken
Der Filmkritiken-Aggregator Rotten Tomatoes hat in einer Auswertung ein Publikumsergebnis von 23 Prozent positiver Bewertungen ermittelt.
Das Lexikon des internationalen Films schrieb: „Operettenhafte Wasserrevue mit Bagatellhandlung und prächtiger Ausstattung rund um Esther Williams' Schwimmkünste.“
Die Filmzeitschrift Cinema befand: „Prächtig ausgestatteter Revuefilm mit Hollywoods legendärer Badenixe Esther Williams. Fazit: Hohlköpfige Story, aber klasse Badeszenen.“
Der Kritiker der The New York Times nannte das Musical eine große Show, in vielerlei Hinsicht eine schöne Show und eine melodische Show. Doch trotz allem sei sie nicht befriedigend. Sie sei eher langweilig, beabsichtigt reizend und beschämend süßlich.
Virginia Graham merkte im The Spectator an, der Film sei nicht so schlimm, wie es sich anhöre, weil die Darsteller ihr Bestes geben. Auch tausend Badeschönheiten in ockergelben Schwimmanzügen können ihre Lichter nicht gemeinsam verdunkeln.